# Fujitsu FM 77 Level 4
Fujitsu FM 77 Level 4 (FM 77 Level 4) је био професионални рачунар фирме Фуџицу (Fujitsu) који је почео да се производи у Јапану почетком 1980—их година.
Користио је двије дискетне јединице од 3,5 инча.

## Детаљни подаци
Детаљнији подаци о рачунару FM 77 Level 4 су дати у табели испод.
|                       |                                                             |
| [ 1 ]                 |                                                             |
| Произвођач            | Фуџицу                                                      |
| Тип                   | професионални рачунар                                       |
| Меморија              | непознато                                                   |
| Поријекло             | Јапан                                                       |
| Година                |                                                             |
| Тастатура             | Тастатура са пуним помаком тастера са нумеричком тастатуром |
| Процесор              | непознато                                                   |
| Фреквенција процесора | непознато                                                   |
| RAM                   | непознато                                                   |
| ROM                   | непознато                                                   |
| Текст                 | непознато                                                   |
| Графика               | непознато                                                   |
| Боја                  | непознато                                                   |
| Звук                  | непознато                                                   |
| Димензије             | непознато                                                   |
| Портови               |                                                             |
| Оперативни систем     | непознато                                                   |